# 신안 흑산도 사리마을 옛 담장
신안 흑산도 사리마을 옛 담장은 대한민국 전라남도 신안군 흑산면 사리마을에 있는 고려시대의 담장이다. 2006년 12월 4일 대한민국의 국가등록문화재 제282호로 지정되었다.

## 개요
바람이 많은 도서지방의 환경에 맞게 강담구조로, 담을 쌓으면서 안팎의 담벼락을 약간씩 퇴물려 쌓아 견고한 느낌을 준다. 굽어진 마을 안길과 함께 비슷한 높이로 축조된 담장은 가옥형태와도 조화를 이룬다

## 참고 자료
- 신안 흑산도 사리마을 옛 담장 - 국가유산청 국가유산포털